# تيري جيبسون
تيري جيبسون (بالإنجليزية: Terry Gibson)‏ (23 ديسمبر 1962 في المملكة المتحدة - ) هو لاعب كرة قدم بريطاني في مركز الهجوم. لعب مع توتنهام هوتسبير وسويندون تاون وغايس غوتنبرغ وكوفنتري سيتي ومانشستر يونايتد ونادي بارنت ونادي بيتربورو يونايتد ونادي ويمبلدون.

## وصلات خارجية
- تيري جيبسون على موقع قاعدة بيانات كرة القدم.إي يو (الإنجليزية)
- تيري جيبسون على موقع Soccerway.com (الإنجليزية)
- تيري جيبسون على موقع عالم كرة القدم.نت (الإنجليزية)